# Комар, Астон Антонович
Астон Антонович Комар (19.03.1931—23.05.2013) — российский физик, доктор физико-математических наук, заведующий лабораторией электронов высоких энергий Физического института им. П. Н. Лебедева РАН, лауреат премии им. академика Маркова.

## Биография
Сын Антона Пантелеймоновича Комара.
Окончил физфак МГУ (1953).
С 1953 г. в ФИАН: аспирант, научный сотрудник, с 1978 зав. лабораторией электронов высоких энергий.
Лауреат премии имени академика М. А. Маркова 2011 года — за большой вклад в теоретические и экспериментальные исследования в физике элементарных частиц.
С 1994 г. заместитель главного редактора журнала «Природа» по физике.
Умер 23 мая 2013 года после тяжелой продолжительной болезни.

## Из библиографии
Книги:
- Кварки — новые субъединицы материи [Текст] / А. А. Комар. — Москва : Знание, 1982. — 64 с. : ил. ; 20 см. — (Новое в жизни, науке, технике. Физика ; 9). — Библиогр.: с. 63-64 (8 назв.). — 33980 экз.